# Caloparyphus decemmaculatus
Caloparyphus decemmaculatus är en tvåvingeart som först beskrevs av Osten Sacken 1886.  Caloparyphus decemmaculatus ingår i släktet Caloparyphus och familjen vapenflugor. Inga underarter finns listade i Catalogue of Life.